# Rinconada
Rinconada – miasto w Chile, w regionie Valparaíso, w prowincji Los Andes.